# قصر أسرغين (الغرفة)
قصر أسرغين هو دُوَّار يقع بجماعة بني امحمد سجلماسة، إقليم الرشيدية، جهة درعة تافيلالت في المملكة المغربية. ينتمي الدوّار لمشيخة الغرفة التي تضم 8 دواوير. يقدر عدد سكانه بـ 873 نسمة حسب الإحصاء الرسمي للسكان والسكنى لسنة 2004.

## روابط خارجية
- البوابة الوطنية للجماعات الترابية نسخة محفوظة 12 مارس 2018 على موقع واي باك مشين.
- المندوبية السامية للتخطيط